# Buchwaldskopf
Der Buchwaldskopf ist ein 492 m ü. NHN hoher Südausläufer des Berges Nickel (517,3 m ü. NHN) im Taunus bei Oberjosbach im hessischen Rheingau-Taunus-Kreis.

## Geographie

### Lage

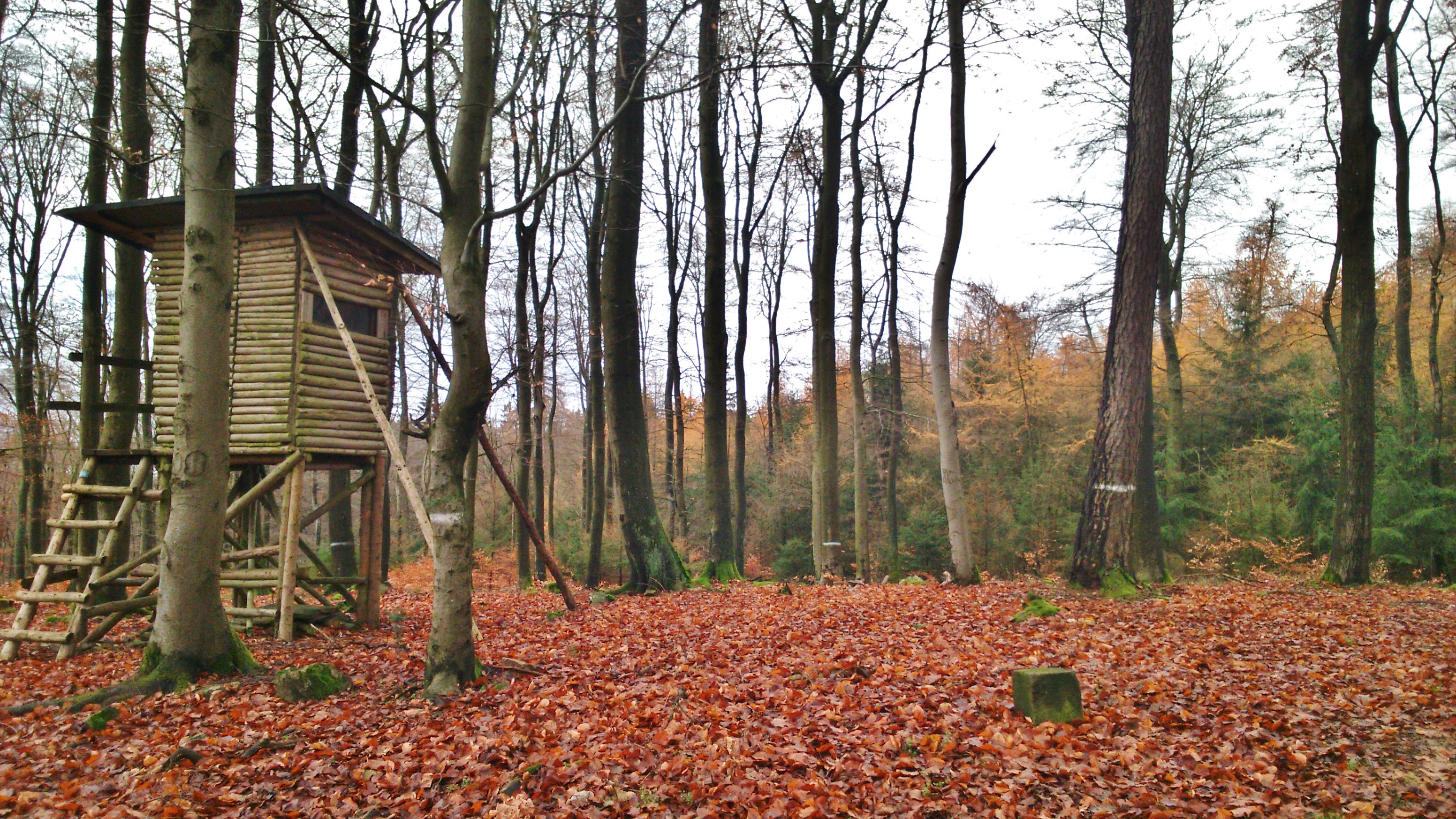
Buchwaldskopfsgipfel (Taunushauptkamm), Blickrichtung Nordwest

Der Buchwaldskopf erhebt sich in der Eichelberger Mark als Teil des Taunushauptkamms. Im Naturpark Rhein-Taunus liegt er in der Gemarkung des auf der Südostflanke am Josbach gelegenen Oberjosbach der Gemeinde Niedernhausen, deren Kernort bis auf die Südwestflanke der Erhebung reicht.

### Naturräumliche Zuordnung
Der Buchwaldskopf gehört in der naturräumlichen Haupteinheitengruppe Taunus (Nr. 30) und in der Haupteinheit Hoher Taunus (301) zur Untereinheit Feldberg-Taunuskamm (301.3).

## Nachweis
1. 1 2  Topographische Karte Hochtaunus, TF 25-3, M = 1:25.000, Hessische Verwaltung für Bodenmanagement und Geoinformation, 1997, ISBN 3-89446-268-X